# Grand Prix Formule 1 van Brazilië 2014
De Grand Prix Formule 1 van Brazilië 2014 werd gehouden op 9 november 2014 op het Autódromo José Carlos Pace. Het was de achttiende race van het kampioenschap.

## Wedstrijdverslag

### Achtergrond

#### Veranderingen teams
Net als in de vorige race waren Caterham en Marussia niet aanwezig tijdens deze Grand Prix. Beide teams zijn voorafgaand aan de vorige race in financiële problemen gekomen en hebben toestemming gekregen om deze twee races te missen. Tijdens het weekend werd Marussia officieel failliet verklaard, waardoor het team het seizoen definitief niet afmaakt.

#### DRS-systeem
Voor het DRS-systeem werden, net als in 2013, twee detectiepunten gebruikt voor twee DRS-zones. Het detectiepunt voor de eerste zone lag in de apex van de Senna S (bochten 1 en 2), waarna op het rechte stuk tussen bocht 3 en 4 (Reta Oposta) het systeem mocht worden gebruikt. Het tweede detectiepunt lag na bocht 14 (Subida dos Boxes), waarna op het rechte stuk van start/finish het systeem mocht worden gebruikt. Wanneer een coureur bij deze detectiepunten binnen een seconde achter een andere coureur reed, mocht hij zijn achtervleugel open zetten.

### Kwalificatie
Het Mercedes-duo Nico Rosberg en Lewis Hamilton bezette voor de elfde keer dit seizoen de eerste startrij, waarbij Rosberg zijn tiende pole position van het jaar behaalde. Thuisrijder Felipe Massa en zijn Williams-teamgenoot Valtteri Bottas start de race vanaf de tweede startrij. Het McLaren-duo Jenson Button en Kevin Magnussen kwalificeerde zich respectievelijk als vijfde en zevende, met de Red Bull van Sebastian Vettel tussen hen in. De top 10 werd afgesloten door Ferrari-coureur Fernando Alonso, de Red Bull van Daniel Ricciardo en de eveneens voor Ferrari rijdende Kimi Räikkönen.
Toro Rosso-coureur Daniil Kvjat verving tijdens de vorige race zijn motor. Aangezien het zijn zevende motor van het seizoen was waar er maar vijf zijn toegestaan, kreeg hij tien startplaatsen straf voor die race. Door zijn kwalificatiepositie voor die race kon hij maar drie startplaatsen inleveren, waardoor hij tijdens deze race zeven startplaatsen straf krijgt. Force India-coureur Sergio Pérez kreeg na afloop van de vorige race een straf van zeven startplaatsen voor deze race vanwege het voorzaken van een aanrijding.

### Race
De race werd gewonnen door Nico Rosberg, die de gehele race in gevecht was met zijn teamgenoot Lewis Hamilton, een fout van Hamilton zorgde ervoor dat Hamilton uiteindelijk tweede werd. Felipe Massa finishte in zijn thuisrace als derde, voor Jenson Button en Sebastian Vettel. Fernando Alonso eindigde als zesde voor zijn teamgenoot Kimi Räikkönen, die de Force India van Nico Hülkenberg in de laatste ronden dichtbij zag komen. Een alternatieve bandenstrategie leverde Hülkenberg een achtste plaats op. De laatste punten gingen naar Kevin Magnussen en Valtteri Bottas. Bottas viel door een lange pitstop waarbij aan zijn gordels werd gewerkt terug naar de tiende plaats.

## Vrije trainingen
- Er wordt enkel de top 5 weergegeven.

| Vrije training 1 | Pos | No | Coureur          | Constructeur       | Tijd     |
| ---------------- | --- | -- | ---------------- | ------------------ | -------- |
| Vrije training 1 | 1   | 6  | Nico Rosberg     | Mercedes           | 1:12.764 |
| Vrije training 1 | 2   | 44 | Lewis Hamilton   | Mercedes           | 1:12.985 |
| Vrije training 1 | 3   | 26 | Daniil Kvjat     | Toro Rosso-Renault | 1:13.723 |
| Vrije training 1 | 4   | 14 | Fernando Alonso  | Ferrari            | 1:13.742 |
| Vrije training 1 | 5   | 19 | Felipe Massa     | Williams-Mercedes  | 1:13.811 |
| Vrije training 2 | Pos | No | Coureur          | Constructeur       | Tijd     |
| Vrije training 2 | 1   | 6  | Nico Rosberg     | Mercedes           | 1:12.123 |
| Vrije training 2 | 2   | 44 | Lewis Hamilton   | Mercedes           | 1:12.336 |
| Vrije training 2 | 3   | 7  | Kimi Räikkönen   | Ferrari            | 1:12.696 |
| Vrije training 2 | 4   | 3  | Daniel Ricciardo | Red Bull-Renault   | 1:12.956 |
| Vrije training 2 | 5   | 77 | Valtteri Bottas  | Williams-Mercedes  | 1:13.035 |
| Vrije training 3 | Pos | No | Coureur          | Constructeur       | Tijd     |
| Vrije training 3 | 1   | 6  | Nico Rosberg     | Mercedes           | 1:10.446 |
| Vrije training 3 | 2   | 44 | Lewis Hamilton   | Mercedes           | 1:10.560 |
| Vrije training 3 | 3   | 19 | Felipe Massa     | Williams-Mercedes  | 1:10.875 |
| Vrije training 3 | 4   | 77 | Valtteri Bottas  | Williams-Mercedes  | 1:11.054 |
| Vrije training 3 | 5   | 3  | Daniel Ricciardo | Red Bull-Renault   | 1:11.188 |

Testcoureurs:
 Max Verstappen (Toro Rosso-Renault, P6)
 Felipe Nasr (Williams-Mercedes, P12)
 Daniel Juncadella (Force India-Mercedes, P16)

## Kwalificatie
| Pos                 | No | Coureur           | Constructeur         | Q1       | Q2        | Q3       | Grid |
| ------------------- | -- | ----------------- | -------------------- | -------- | --------- | -------- | ---- |
| 1                   | 6  | Nico Rosberg      | Mercedes             | 1:10.347 | 1:10.303  | 1:10.023 | 1    |
| 2                   | 44 | Lewis Hamilton    | Mercedes             | 1:10.457 | 1:10.712  | 1:10.056 | 2    |
| 3                   | 19 | Felipe Massa      | Williams-Mercedes    | 1:10.602 | 1:10.343  | 1:10.247 | 3    |
| 4                   | 77 | Valtteri Bottas   | Williams-Mercedes    | 1:10.832 | 1:10.421  | 1:10.305 | 4    |
| 5                   | 22 | Jenson Button     | McLaren-Mercedes     | 1:11.097 | 1:11.127  | 1:10.930 | 5    |
| 6                   | 1  | Sebastian Vettel  | Red Bull-Renault     | 1:11.880 | 1:11.129  | 1:10.938 | 6    |
| 7                   | 20 | Kevin Magnussen   | McLaren-Mercedes     | 1:11.134 | 1:11.211  | 1:10.969 | 7    |
| 8                   | 14 | Fernando Alonso   | Ferrari              | 1:11.558 | 1:11.215  | 1:10.977 | 8    |
| 9                   | 3  | Daniel Ricciardo  | Red Bull-Renault     | 1:11.593 | 1:11.208  | 1:11.075 | 9    |
| 10                  | 7  | Kimi Räikkönen    | Ferrari              | 1:11.193 | 1:11.188  | 1:11.099 | 10   |
| 11                  | 21 | Esteban Gutiérrez | Sauber-Ferrari       | 1:11.520 | 1:11.591  |          | 11   |
| 12                  | 27 | Nico Hülkenberg   | Force India-Mercedes | 1:11.848 | 1:11.976  |          | 12   |
| 13                  | 99 | Adrian Sutil      | Sauber-Ferrari       | 1:11.943 | 1:12.099  |          | 13   |
| 14                  | 26 | Daniil Kvjat      | Toro Rosso-Renault   | 1:11.423 | Geen tijd |          | 17   |
| 15                  | 8  | Romain Grosjean   | Lotus-Renault        | 1:12.037 |           |          | 14   |
| 16                  | 25 | Jean-Éric Vergne  | Toro Rosso-Renault   | 1:12.040 |           |          | 15   |
| 17                  | 11 | Sergio Pérez      | Force India-Mercedes | 1:12.076 |           |          | 18   |
| 18                  | 13 | Pastor Maldonado  | Lotus-Renault        | 1:12.233 |           |          | 16   |
| 107% tijd: 1:15.271 |    |                   |                      |          |           |          |      |

## Race
| Pos | No | Coureur           | Constructeur         | Rondes | Tijd/Oorzaak uitval | Grid | Punten |
| --- | -- | ----------------- | -------------------- | ------ | ------------------- | ---- | ------ |
| 1   | 6  | Nico Rosberg      | Mercedes             | 71     | 1:30:02.555         | 1    | 25     |
| 2   | 44 | Lewis Hamilton    | Mercedes             | 71     | +1.457              | 2    | 18     |
| 3   | 19 | Felipe Massa      | Williams-Mercedes    | 71     | +41.031             | 3    | 15     |
| 4   | 22 | Jenson Button     | McLaren-Mercedes     | 71     | +48.658             | 5    | 12     |
| 5   | 1  | Sebastian Vettel  | Red Bull-Renault     | 71     | +51.420             | 6    | 10     |
| 6   | 14 | Fernando Alonso   | Ferrari              | 71     | +1:01.906           | 8    | 8      |
| 7   | 7  | Kimi Räikkönen    | Ferrari              | 71     | +1:03.730           | 10   | 6      |
| 8   | 27 | Nico Hülkenberg   | Force India-Mercedes | 71     | +1:03.934           | 12   | 4      |
| 9   | 20 | Kevin Magnussen   | McLaren-Mercedes     | 71     | +1:10.085           | 7    | 2      |
| 10  | 77 | Valtteri Bottas   | Williams-Mercedes    | 70     | +1 ronde            | 4    | 1      |
| 11  | 26 | Daniil Kvjat      | Toro Rosso-Renault   | 70     | +1 ronde            | 17   |        |
| 12  | 13 | Pastor Maldonado  | Lotus-Renault        | 70     | +1 ronde            | 16   |        |
| 13  | 25 | Jean-Éric Vergne  | Toro Rosso-Renault   | 70     | +1 ronde            | 15   |        |
| 14  | 21 | Esteban Gutiérrez | Sauber-Ferrari       | 70     | +1 ronde            | 11   |        |
| 15  | 11 | Sergio Pérez      | Force India-Mercedes | 70     | +1 ronde            | 18   |        |
| 16  | 99 | Adrian Sutil      | Sauber-Ferrari       | 70     | +1 ronde            | 13   |        |
| 17  | 8  | Romain Grosjean   | Lotus-Renault        | 63     | Technisch           | 14   |        |
| DNF | 3  | Daniel Ricciardo  | Red Bull-Renault     | 39     | Ophanging           | 9    |        |

## Standen na de Grand Prix

### Coureurs
| Positie | Nummer | Rijder           | Team             | Punten |
| ------- | ------ | ---------------- | ---------------- | ------ |
| 1       | 44     | Lewis Hamilton   | Mercedes         | 334    |
| 2       | 6      | Nico Rosberg     | Mercedes         | 317    |
| 3       | 3      | Daniel Ricciardo | Red Bull-Renault | 214    |
| 4       | 1      | Sebastian Vettel | Red Bull-Renault | 159    |
| 5       | 14     | Fernando Alonso  | Ferrari          | 157    |

### Constructeurs
| Positie | Nummers | Team              | Rijders                           | Punten |
| ------- | ------- | ----------------- | --------------------------------- | ------ |
| 1       | 6 44    | Mercedes          | Nico Rosberg Lewis Hamilton       | 651    |
| 2       | 1 3     | Red Bull-Renault  | Sebastian Vettel Daniel Ricciardo | 373    |
| 3       | 19 77   | Williams-Mercedes | Felipe Massa Valtteri Bottas      | 254    |
| 4       | 7 14    | Ferrari           | Kimi Räikkönen Fernando Alonso    | 210    |
| 5       | 20 22   | McLaren-Mercedes  | Kevin Magnussen Jenson Button     | 161    |